# カメルーン山
カメルーン山（カメルーンさん、Mount Cameroon）は、カメルーンの活火山である。カメルーン山には呼び名が複数存在し、2つの頂の名前から取ったファコ、「偉大な山」の意味のモンゴ・マ・ンデミ（Mongo ma Ndemi）の名でも呼ばれる。カメルーン火山列に位置し、1986年の災害で知られるニオス湖はこの山の北北東約300 kmにある。最近は2012年2月3日に噴火している。

## 概要
カメルーン山はアフリカ大陸で最も大きい火山の1つである。標高は4095mで、カメルーンの西海岸の北に位置している。海岸から吹き上げた冷たくて強く雪も含むこともある風が、熱帯雨林を通ってむき出しの山頂に吹き上げている。
カメルーン山をつくる岩石は玄武岩質で、地質学的に白亜紀から第四紀の堆積物が被さる先カンブリア時代の基盤岩の上に形成されており、西アフリカにおいてもっとも頻繁に噴火する。記録に残っている最古の火山活動は、紀元前5世紀に起こったものでカルタゴの海洋探検家ハンノが観測したものである（ただし、別の山とする説もある）。歴史的には、穏やかな噴火と激しい噴火は山頂からも山腹からも発生している。1922年の南西面での噴火においては、発生した溶岩流が大西洋にまで達している。また、1999年の南面での噴火の時も海からわずか200mのところまで溶岩が流れている。
山頂まで歩いて登ることができる。年に1回行われるカメルーン山レースは頂上まで4時間半ほどでよじ登る。
ヨーロッパ人としては最初のころに登頂に成功したイギリスの探検家メアリー・キングスリーは、1897年に書いた自伝『西アフリカ旅行記』で、自らの遠征について書いている。

## 標高
カメルーン山の高さは一般には4095mと考えられているが、SRTMの計測などでは4070mという値が出されている。また、GPSによる測定では4040mくらいという結果が出ている。火山活動によっても高度が変化するため、正確な高さの測定は難しいと考えられる。

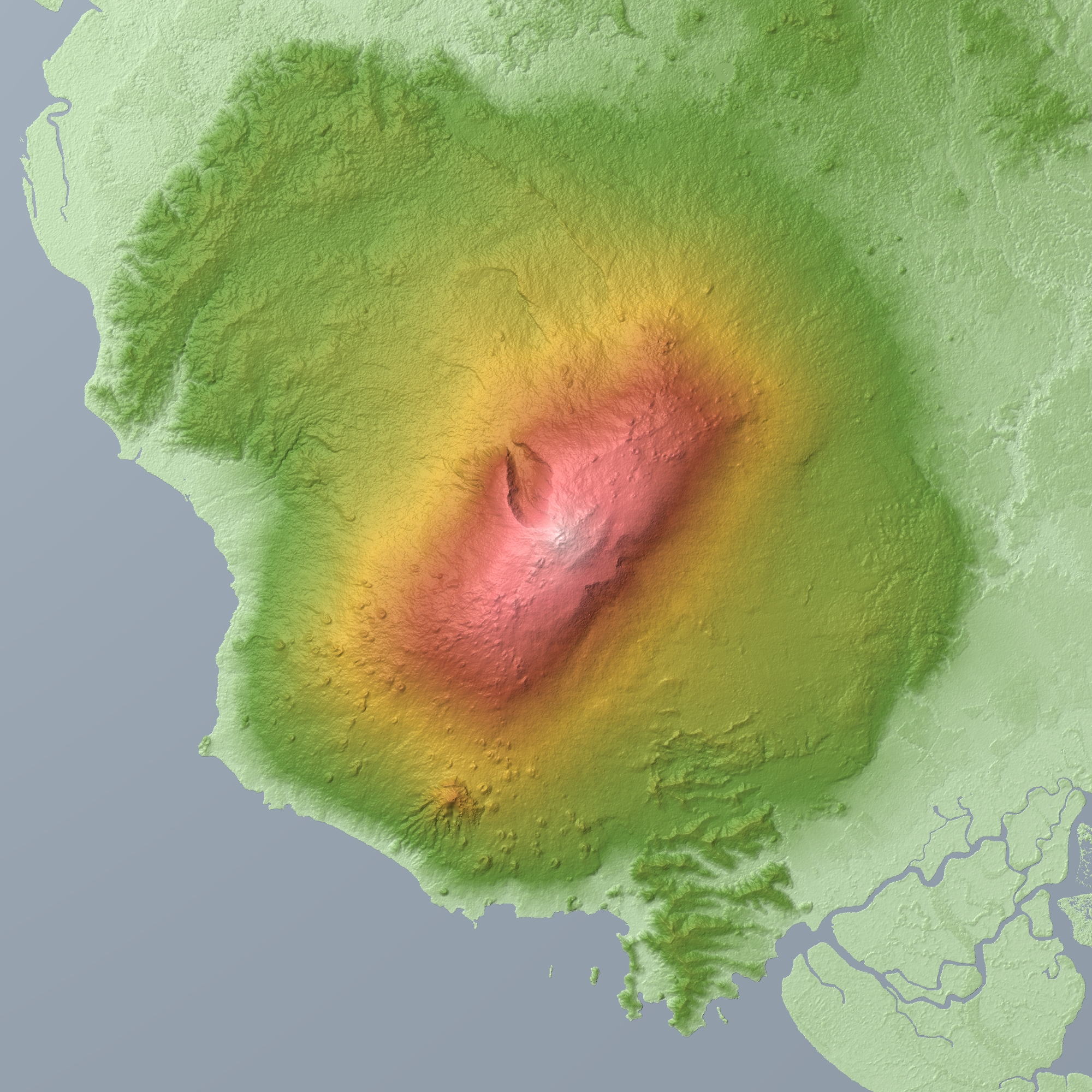
地形図
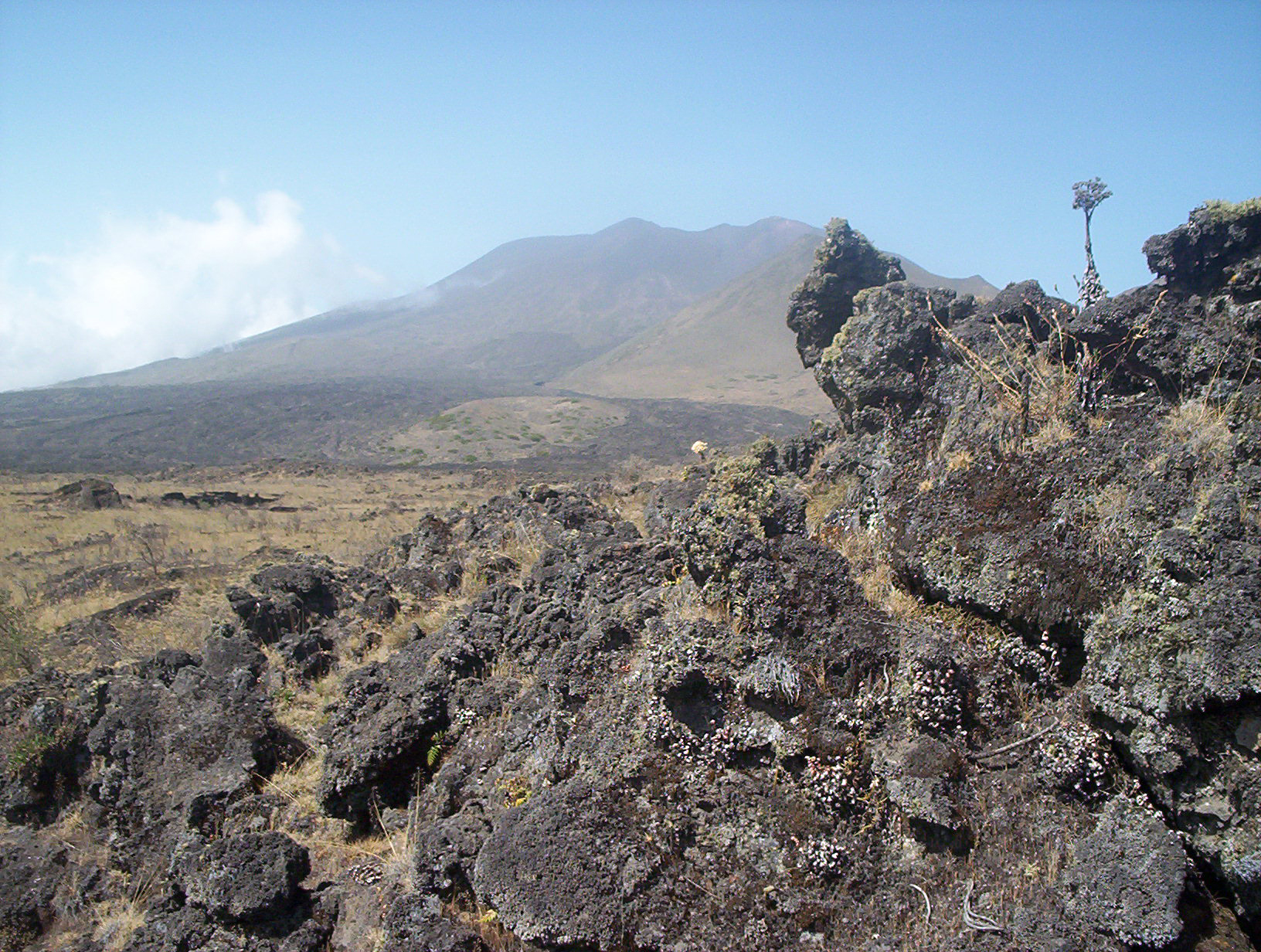
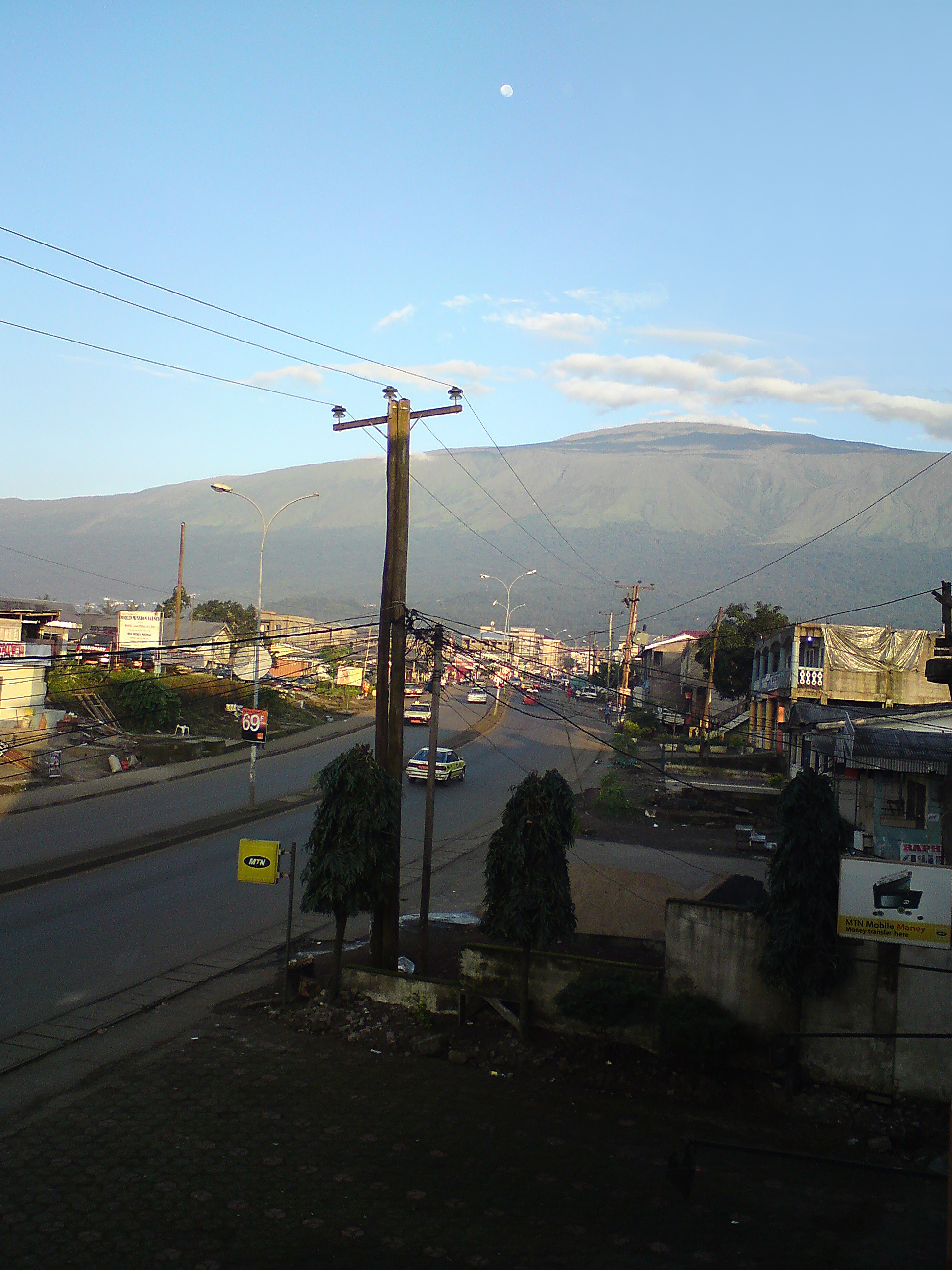
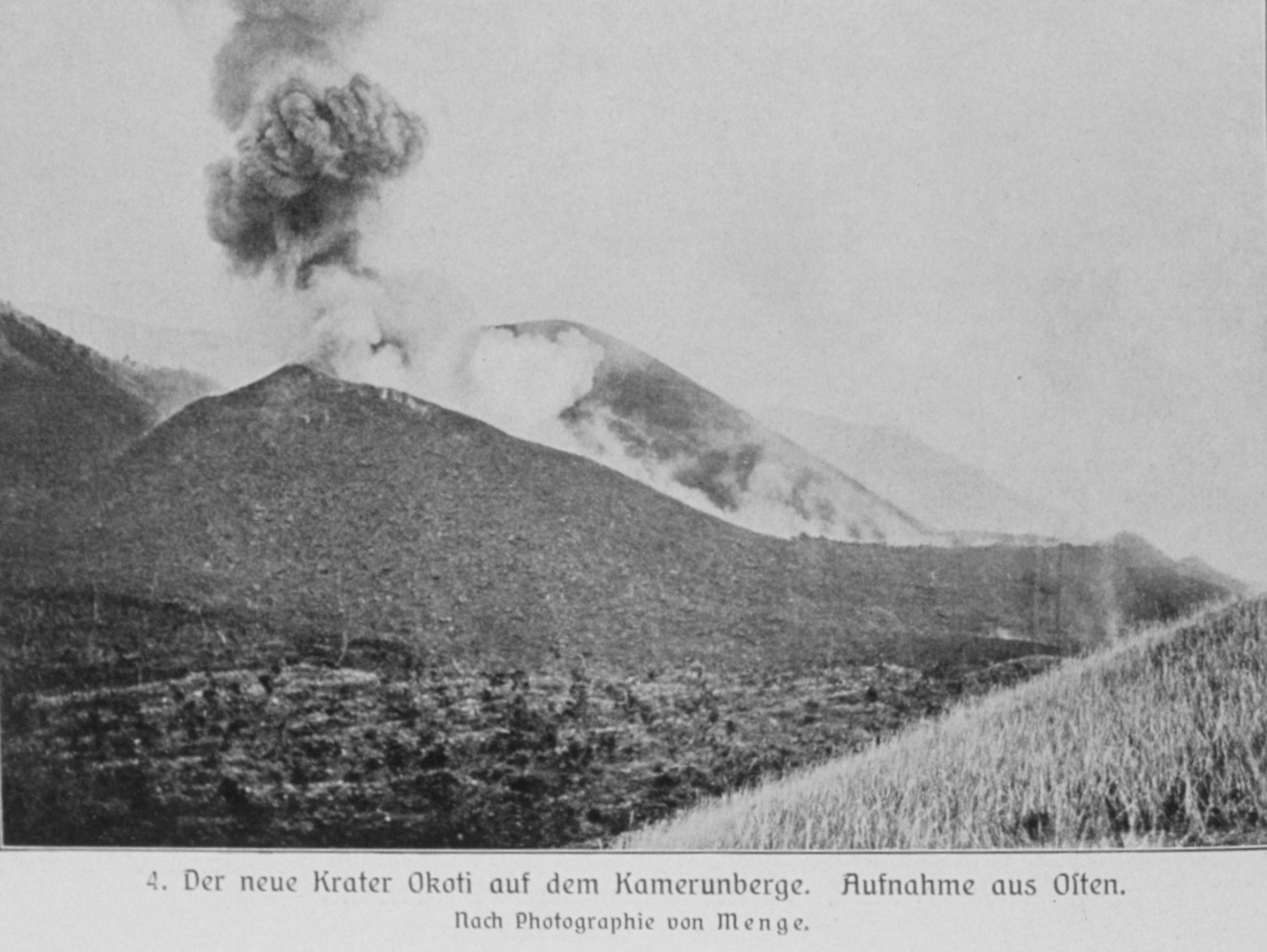
1909年の噴火
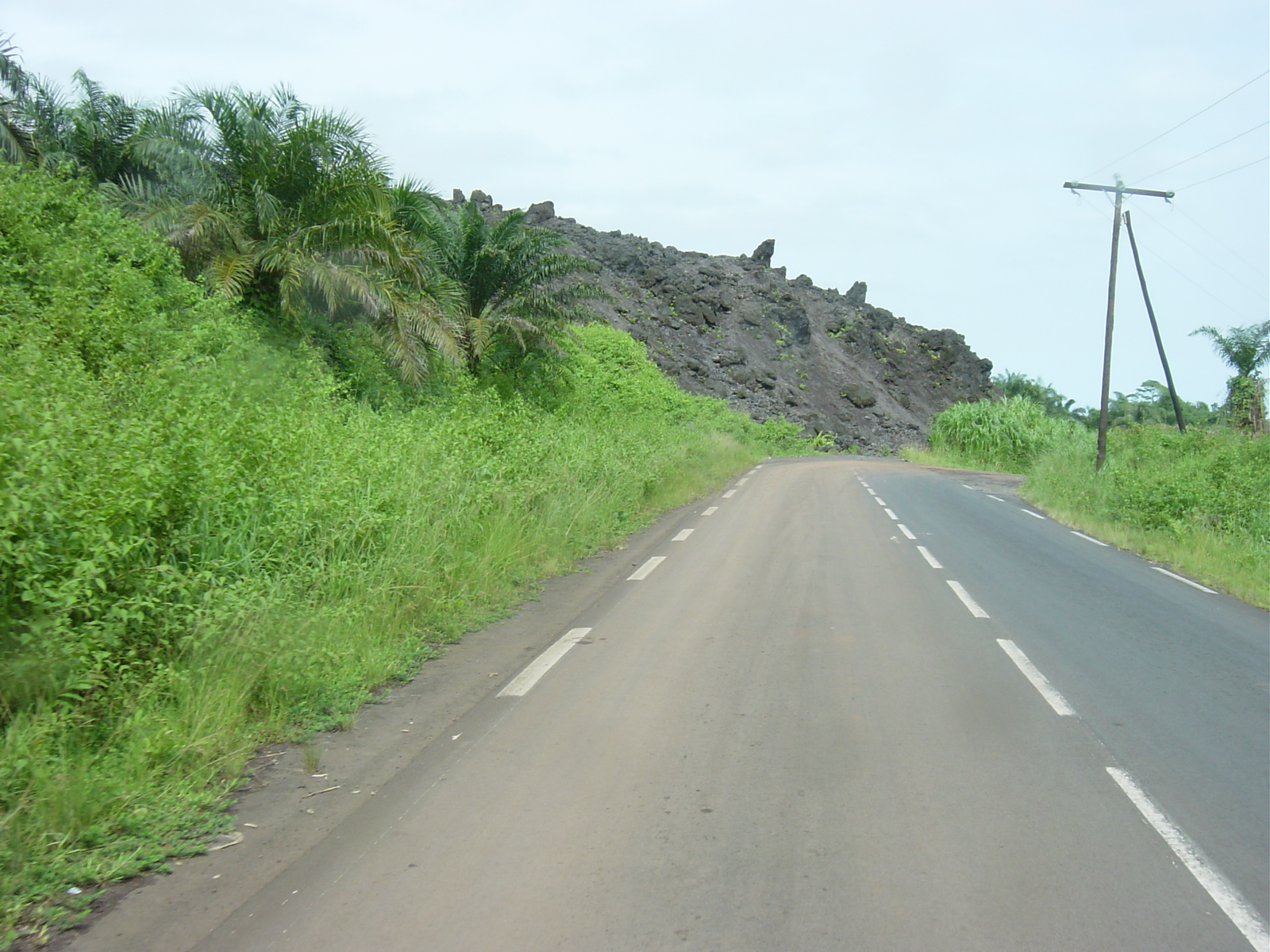
カメルーン山の1999年噴火による溶岩流